# Prosoplus dunni
Prosoplus dunni là một loài bọ cánh cứng trong họ Cerambycidae.